# Gran Premio de Austria de Motociclismo de 2024
El Gran Premio de Austria de Motociclismo de 2024 (oficialmente Motorrad Grand Prix von Österreich) fue la undécima prueba del Campeonato del Mundo de Motociclismo de 2024. Tuvo lugar en el fin de semana del 16 al 18 de agosto de 2024 en el Red Bull Ring, situado en la ciudad de Spielberg, Estiria (Austria).

La carrera al sprint de MotoGP fue ganada por Francesco Bagnaia, seguido de Jorge Martín y Aleix Espargaró.
La carrera de MotoGP fue ganada por Francesco Bagnaia, seguido de Jorge Martín y Enea Bastianini]]. Celestino Vietti fue el ganador de la prueba de Moto2, por delante de Alonso López y Jake Dixon. La carrera de Moto3 fue ganada por David Alonso, David Muñoz fue segundo y Daniel Holgado tercero.
Esta prueba fue la séptima ronda doble de la Temporada 2024 del Campeonato del Mundo de MotoE. La primera carrera de MotoE fue ganada por Óscar Gutiérrez, Héctor Garzó fue segundo y Mattia Casadei tercero. La segunda carrera fue ganada por Héctor Garzó, seguido de Kevin Zannoni y Mattia Casadei.

## Resultados

### Resultados MotoGP

#### Carrera al sprint
| Pos.    | N.º | Piloto                | Equipo                       | Constructor | Vueltas | Tiempo    | Parrilla | Puntos |
| ------- | --- | --------------------- | ---------------------------- | ----------- | ------- | --------- | -------- | ------ |
| 1       | 1   | Francesco Bagnaia     | Ducati Lenovo Team           | Ducati      | 14      | 20:59.768 | 2        | 12     |
| 2       | 89  | Jorge Martín          | Prima Pramac Racing          | Ducati      | 14      | +4.673    | 1        | 9      |
| 3       | 41  | Aleix Espargaró       | Aprilia Racing               | Aprilia     | 14      | +7.584    | 4        | 7      |
| 4       | 23  | Enea Bastianini       | Ducati Lenovo Team           | Ducati      | 14      | +9.685    | 7        | 6      |
| 5       | 43  | Jack Miller           | Red Bull KTM Factory Racing  | KTM         | 14      | +10.421   | 5        | 5      |
| 6       | 21  | Franco Morbidelli     | Prima Pramac Racing          | Ducati      | 14      | +10.523   | 8        | 4      |
| 7       | 33  | Brad Binder           | Red Bull KTM Factory Racing  | KTM         | 14      | +10.941   | 12       | 3      |
| 8       | 72  | Marco Bezzecchi       | Pertamina VR46 Racing Team   | Ducati      | 14      | +11.932   | 9        | 2      |
| 9       | 44  | Pol Espargaro         | Red Bull KTM Factory Racing  | KTM         | 14      | +15.101   | 10       | 1      |
| 10      | 31  | Pedro Acosta          | Red Bull GASGAS Tech3        | KTM         | 14      | +16.611   | 14       |        |
| 11      | 12  | Maverick Viñales      | Aprilia Racing               | Aprilia     | 14      | +16.759   | 6        |        |
| 12      | 20  | Fabio Quartararo      | Monster Energy Yamaha MotoGP | Yamaha      | 14      | +17.943   | 15       |        |
| 13      | 88  | Miguel Oliveira       | Trackhouse Racing MotoGP     | Aprilia     | 14      | +18.304   | 13       |        |
| 14      | 25  | Raúl Fernández        | Trackhouse Racing MotoGP     | Aprilia     | 14      | +19.185   | 20       |        |
| 15      | 5   | Johann Zarco          | LCR Honda Castrol            | Honda       | 14      | +21.330   | 17       |        |
| 16      | 30  | Takaaki Nakagami      | LCR Honda Idemitsu           | Honda       | 14      | +22.940   | 22       |        |
| 17      | 10  | Luca Marini           | Repsol Honda Team            | Honda       | 14      | +25.830   | 18       |        |
| 18      | 32  | Lorenzo Savadori      | Aprilia Racing               | Aprilia     | 14      | +26.622   | 24       |        |
| 19      | 36  | Joan Mir              | Repsol Honda Team            | Honda       | 14      | +27.458   | 19       |        |
| 20      | 73  | Álex Márquez          | Gresini Racing MotoGP        | Ducati      | 14      | +37.870   | 11       |        |
| Ret     | 37  | Augusto Fernández     | Red Bull GASGAS Tech3        | KTM         | 11      | Retirado  | 16       |        |
| Ret     | 93  | Marc Márquez          | Gresini Racing MotoGP        | Ducati      | 10      | Retirado  | 3        |        |
| Ret     | 42  | Álex Rins             | Monster Energy Yamaha MotoGP | Yamaha      | 10      | Retirado  | 21       |        |
| Ret     | 6   | Stefan Bradl          | HRC Test Team                | Honda       | 5       | Retirado  | 23       |        |
| WD      | 49  | Fabio Di Giannantonio | Pertamina VR46 Racing Team   | Ducati      |         | No corrió |          |        |
| 1.      |     |                       |                              |             |         |           |          |        |
| Fuente: |     |                       |                              |             |         |           |          |        |

#### Carrera larga
| Pos.    | N.º | Piloto                | Equipo                       | Constructor | Vueltas | Tiempo    | Parrilla | Puntos |
| ------- | --- | --------------------- | ---------------------------- | ----------- | ------- | --------- | -------- | ------ |
| 1       | 1   | Francesco Bagnaia     | Ducati Lenovo Team           | Ducati      | 28      | 42:11.173 | 2        | 25     |
| 2       | 89  | Jorge Martín          | Prima Pramac Racing          | Ducati      | 28      | +3.232    | 1        | 20     |
| 3       | 23  | Enea Bastianini       | Ducati Lenovo Team           | Ducati      | 28      | +7.357    | 7        | 16     |
| 4       | 93  | Marc Márquez          | Gresini Racing MotoGP        | Ducati      | 28      | +13.836   | 3        | 13     |
| 5       | 33  | Brad Binder           | Red Bull KTM Factory Racing  | KTM         | 28      | +18.620   | 12       | 11     |
| 6       | 72  | Marco Bezzecchi       | Pertamina VR46 Racing Team   | Ducati      | 28      | +21.206   | 9        | 10     |
| 7       | 12  | Maverick Viñales      | Aprilia Racing               | Aprilia     | 28      | +24.322   | 6        | 9      |
| 8       | 21  | Franco Morbidelli     | Prima Pramac Racing          | Ducati      | 28      | +27.677   | 8        | 8      |
| 9       | 41  | Aleix Espargaró       | Aprilia Racing               | Aprilia     | 28      | +28.829   | 4        | 7      |
| 10      | 73  | Álex Márquez          | Gresini Racing MotoGP        | Ducati      | 28      | +30.268   | 11       | 6      |
| 11      | 44  | Pol Espargaró         | Red Bull KTM Factory Racing  | KTM         | 28      | +30.526   | 10       | 5      |
| 12      | 88  | Miguel Oliveira       | Trackhouse Racing MotoGP     | Aprilia     | 28      | +30.702   | 13       | 4      |
| 13      | 31  | Pedro Acosta          | Red Bull GASGAS Tech3        | KTM         | 28      | +33.736   | 14       | 3      |
| 14      | 30  | Takaaki Nakagami      | LCR Honda IDEMITSU           | Honda       | 28      | +36.310   | 22       | 2      |
| 15      | 37  | Augusto Fernández     | Red Bull GASGAS Tech3        | KTM         | 28      | +36.522   | 16       | 1      |
| 16      | 42  | Álex Rins             | Monster Energy Yamaha MotoGP | Yamaha      | 28      | +37.571   | 21       |        |
| 17      | 36  | Joan Mir              | Repsol Honda Team            | Honda       | 28      | +40.432   | 19       |        |
| 18      | 20  | Fabio Quartararo      | Monster Energy Yamaha MotoGP | Yamaha      | 28      | +43.788   | 15       |        |
| 19      | 43  | Jack Miller           | Red Bull KTM Factory Racing  | KTM         | 28      | +44.134   | 5        |        |
| 20      | 32  | Lorenzo Savadori      | Aprilia Racing               | Aprilia     | 28      | +44.576   | 24       |        |
| 21      | 5   | Johann Zarco          | LCR Honda Castrol            | Honda       | 28      | +54.126   | 17       |        |
| 22      | 6   | Stefan Bradl          | HRC Test Team                | Honda       | 28      | +54.923   | 23       |        |
| Ret     | 25  | Raúl Fernández        | Trackhouse Racing MotoGP     | Aprilia     | 27      | Retirado  | 20       |        |
| Ret     | 10  | Luca Marini           | Repsol Honda Team            | Honda       | 5       | Retirado  | 18       |        |
| WD      | 49  | Fabio Di Giannantonio | Pertamina VR46 Racing Team   | Ducati      |         | No corrió |          |        |
| Fuente: |     |                       |                              |             |         |           |          |        |

### Resultados Moto2
| Pos.    | N.º | Piloto                  | Constructor | Vueltas | Tiempo        | Parrilla | Puntos |
| ------- | --- | ----------------------- | ----------- | ------- | ------------- | -------- | ------ |
| 1       | 13  | Celestino Vietti        | Kalex       | 23      | 36:22.427     | 1        | 25     |
| 2       | 21  | Alonso López            | Boscoscuro  | 23      | +1.850        | 4        | 20     |
| 3       | 96  | Jake Dixon              | Kalex       | 23      | +1.974        | 5        | 16     |
| 4       | 44  | Arón Canet              | Kalex       | 23      | +2.075        | 2        | 13     |
| 5       | 14  | Tony Arbolino           | Kalex       | 12      | +6.814        | 7        | 11     |
| 6       | 24  | Marcos Ramírez          | Kalex       | 23      | +12.392       | 6        | 10     |
| 7       | 15  | Darryn Binder           | Kalex       | 23      | +12.514       | 12       | 9      |
| 8       | 35  | Somkiat Chantra         | Kalex       | 23      | +12.604       | 8        | 8      |
| 9       | 16  | Joe Roberts             | Kalex       | 23      | +13.398       | 11       | 7      |
| 10      | 12  | Filip Salač             | Kalex       | 23      | +13.429       | 16       | 6      |
| 11      | 53  | Deniz Öncü              | Kalex       | 23      | +13.872       | 14       | 5      |
| 12      | 28  | Izan Guevara            | Kalex       | 23      | +14.336       | 10       | 4      |
| 13      | 18  | Manuel González         | Kalex       | 23      | +14.403       | 9        | 3      |
| 14      | 3   | Sergio García           | Boscoscuro  | 23      | +15.990       | 3        | 2      |
| 15      | 81  | Senna Agius             | Kalex       | 23      | +18.121       | 18       | 1      |
| 16      | 10  | Diogo Moreira           | Kalex       | 23      | +23.198       | 31       |        |
| 17      | 75  | Albert Arenas           | Kalex       | 23      | +23.378       | 13       |        |
| 18      | 84  | Zonta van den Goorbergh | Kalex       | 23      | +26.128       | 15       |        |
| 19      | 5   | Jaume Masiá             | Kalex       | 23      | +26.963       | 21       |        |
| 20      | 54  | Fermín Aldeguer         | Boscoscuro  | 23      | +27.138       | 17       |        |
| 21      | 22  | Ayumu Sasaki            | Kalex       | 23      | +27.206       | 26       |        |
| 22      | 64  | Bo Bendsneyder          | Kalex       | 23      | +27.439       | 20       |        |
| 23      | 19  | Mattia Pasini           | Boscoscuro  | 23      | +28.424       | 22       |        |
| 24      | 52  | Jeremy Alcoba           | Kalex       | 23      | +30.801       | 19       |        |
| 25      | 43  | Xavier Artigas          | Forward     | 23      | +37.518       | 28       |        |
| 26      | 20  | Xavier Cardelús         | Kalex       | 23      | +48.984       | 30       |        |
| Ret     | 9   | Jorge Navarro           | Forward     | 21      | Caída         | 29       |        |
| Ret     | 71  | Dennis Foggia           | Kalex       | 11      | Caída         | 27       |        |
| Ret     | 7   | Barry Baltus            | Kalex       | 5       | Fallo Técnico | 23       |        |
| Ret     | 11  | Álex Escrig             | Forward     | 0       | Colisión      | 25       |        |
| Ret     | 34  | Mario Aji               | Kalex       | 0       | Colisión      | 24       |        |
| DNS     | 79  | Ai Ogura                | Boscoscuro  |         | No corrió     |          |        |
| 1. 2.   |     |                         |             |         |               |          |        |
| Fuente: |     |                         |             |         |               |          |        |

### Resultados Moto3
| Pos.    | N.º | Piloto             | Constructor | Vueltas | Tiempo    | Parrilla | Puntos |
| ------- | --- | ------------------ | ----------- | ------- | --------- | -------- | ------ |
| 1       | 80  | David Alonso       | CFMoto      | 20      | 33:40.607 | 6        | 25     |
| 2       | 64  | David Muñoz        | KTM         | 20      | +0.121    | 9        | 20     |
| 3       | 96  | Daniel Holgado     | Gas Gas     | 20      | +0.126    | 4        | 16     |
| 4       | 36  | Ángel Piqueras     | Honda       | 20      | +0.211    | 8        | 13     |
| 5       | 95  | Collin Veijer      | Husqvarna   | 20      | +0.303    | 3        | 11     |
| 6       | 31  | Adrián Fernández   | Honda       | 20      | +2.726    | 12       | 10     |
| 7       | 99  | José Antonio Rueda | KTM         | 20      | +2.790    | 5        | 9      |
| 8       | 66  | Joel Kelso         | KTM         | 20      | +2.886    | 2        | 8      |
| 9       | 48  | Iván Ortolá        | KTM         | 20      | +7.542    | 1        | 7      |
| 10      | 54  | Riccardo Rossi     | KTM         | 20      | +7.964    | 23       | 6      |
| 11      | 18  | Matteo Bertelle    | Honda       | 20      | +8.384    | 7        | 5      |
| 12      | 24  | Tatsuki Suzuki     | Husqvarna   | 20      | +8.447    | 13       | 4      |
| 13      | 6   | Ryusei Yamanaka    | KTM         | 20      | +11.633   | 10       | 3      |
| 14      | 12  | Jacob Roulstone    | Gas Gas     | 20      | +11.704   | 15       | 2      |
| 15      | 72  | Taiyo Furusato     | Honda       | 20      | +13.842   | 17       | 1      |
| 16      | 10  | Nicola Carraro     | KTM         | 20      | +19.177   | 19       |        |
| 17      | 58  | Luca Lunetta       | Honda       | 20      | +19.213   | 16       |        |
| 18      | 85  | Xabier Zurutuza    | KTM         | 20      | +19.272   | 11       |        |
| 19      | 19  | Scott Ogden        | Honda       | 20      | +20.621   | 27       |        |
| 20      | 22  | David Almansa      | Honda       | 20      | +20.768   | 24       |        |
| 21      | 5   | Tatchakorn Buasri  | Honda       | 20      | +24.093   | 20       |        |
| 22      | 34  | Jakob Rosenthaler  | Husqvarna   | 20      | +24.987   | 25       |        |
| 23      | 21  | Vicente Pérez      | Honda       | 20      | +25.236   | 22       |        |
| 24      | 55  | Noah Dettwiler     | KTM         | 20      | +29.017   | 26       |        |
| 25      | 78  | Joel Esteban       | CFMoto      | 20      | +30.457   | 18       |        |
| 26      | 7   | Filippo Farioli    | Honda       | 20      | +45.527   | 21       |        |
| Ret     | 82  | Stefano Nepa       | KTM         | 14      | Caída     | 14       |        |
| 1.      |     |                    |             |         |           |          |        |
| Fuente: |     |                    |             |         |           |          |        |

### Resultados MotoE

#### Carrera 1
| Pos.    | N.º | Piloto             | vueltas | Tiempo    | Parrilla | Puntos |
| ------- | --- | ------------------ | ------- | --------- | -------- | ------ |
| 1       | 99  | Óscar Gutiérrez    | 7       | 11:35.551 | 1        | 25     |
| 2       | 4   | Héctor Garzó       | 7       | +0.246    | 2        | 20     |
| 3       | 40  | Mattia Casadei     | 7       | +1.430    | 9        | 16     |
| 4       | 21  | Kevin Zannoni      | 7       | +0.901    | 3        | 13     |
| 5       | 81  | Jordi Torres       | 7       | +1.506    | 5        | 11     |
| 6       | 61  | Alessandro Zaccone | 7       | +2.878    | 8        | 10     |
| 7       | 9   | Andrea Mantovani   | 7       | +6.619    | 11       | 9      |
| 8       | 3   | Lukas Tulovic      | 7       | +6.571    | 4        | 8      |
| 9       | 55  | Massimo Roccoli    | 7       | +7.482    | 18       | 7      |
| 10      | 6   | María Herrera      | 7       | +7.575    | 14       | 6      |
| 11      | 29  | Nicholas Spinelli  | 7       | +8.275    | 12       | 5      |
| 12      | 72  | Alessio Finello    | 7       | +11.662   | 13       | 4      |
| 13      | 7   | Chaz Davies        | 7       | +13.265   | 16       | 3      |
| 14      | 34  | Kevin Manfredi     | 7       | +13.432   | 15       | 2      |
| 15      | 80  | Armando Pontone    | 7       | +14.085   | 17       | 1      |
| Ret     | 51  | Eric Granado       | 4       | Caída     | 7        |        |
| Ret     | 77  | Miquel Pons        | 1       | Caída     | 6        |        |
| Ret     | 11  | Matteo Ferrari     | 0       | Caída     | 10       |        |
| 1.      |     |                    |         |           |          |        |
| Fuente: |     |                    |         |           |          |        |

#### Carrera 2
| Pos.    | N.º | Piloto             | vueltas | Tiempo    | Parrilla | Puntos |
| ------- | --- | ------------------ | ------- | --------- | -------- | ------ |
| 1       | 4   | Héctor Garzó       | 7       | 11:34.303 | 2        | 25     |
| 2       | 21  | Kevin Zannoni      | 7       | +0.069    | 3        | 20     |
| 3       | 40  | Mattia Casadei     | 7       | +0.094    | 9        | 16     |
| 4       | 81  | Jordi Torres       | 7       | +0.609    | 5        | 13     |
| 5       | 61  | Alessandro Zaccone | 7       | +1.371    | 8        | 11     |
| 6       | 11  | Matteo Ferrari     | 7       | +1.991    | 10       | 10     |
| 7       | 3   | Lukas Tulovic      | 7       | +2.249    | 4        | 9      |
| 8       | 29  | Nicholas Spinelli  | 7       | +4.532    | 12       | 8      |
| 9       | 9   | Andrea Mantovani   | 7       | +3.540    | 11       | 7      |
| 10      | 51  | Eric Granado       | 7       | +3.689    | 7        | 6      |
| 11      | 55  | Massimo Roccoli    | 7       | +4.466    | 15       | 5      |
| 12      | 6   | María Herrera      | 7       | +5.596    | 14       | 4      |
| 13      | 72  | Alessio Finello    | 7       | +6.605    | 13       | 3      |
| 14      | 7   | Chaz Davies        | 7       | +10.651   | 17       | 2      |
| 15      | 34  | Kevin Manfredi     | 7       | +11.135   | 16       | 1      |
| 16      | 80  | Armando Pontone    | 7       | +15.707   | 18       |        |
| Ret     | 99  | Óscar Gutiérrez    | 6       | Caída     | 1        |        |
| Ret     | 77  | Miquel Pons        | 0       | Caída     | 6        |        |
| Fuente: |     |                    |         |           |          |        |

- Datos: Q129176247

1. 1 2 3  «Motogp estadísticas: MotoGP Clasificación de Carrera 2024» (PDF). motogp.com. Dorna Sports. Consultado el 18 de agosto de 2024.
2. 1 2 3  «Motogp estadísticas: Moto2 Clasificación de Carrera 2024» (PDF). motogp.com. Dorna Sports. Consultado el 18 de agosto de 2024.
3. 1 2 3  «Motogp estadísticas: Moto3 Clasificación de Carrera 2024» (PDF). motogp.com. Dorna Sports. Consultado el 18 de agosto de 2024.
4. 1 2 3  «Motogp estadísticas: MotoE Clasificación de la 1.ª Carrera 2024» (PDF). motogp.com. Dorna Sports. Consultado el 17 de agosto de 2024.
5. 1 2 3  «Motogp estadísticas: MotoE Clasificación de la 2.ª Carrera 2024» (PDF). motogp.com. Dorna Sports. Consultado el 17 de agosto de 2024.
6. ↑  «Calendario provisional 2024 de MotoGP». MotoGP.com (Dorna Sports). 30 de septiembre de 2022.
7. ↑  «Motogp estadísticas: MotoGP Clasificación de Carrera al Sprint 2024» (PDF). motogp.com. Dorna Sports. Consultado el 17 de agosto de 2024.